# Aura Dione

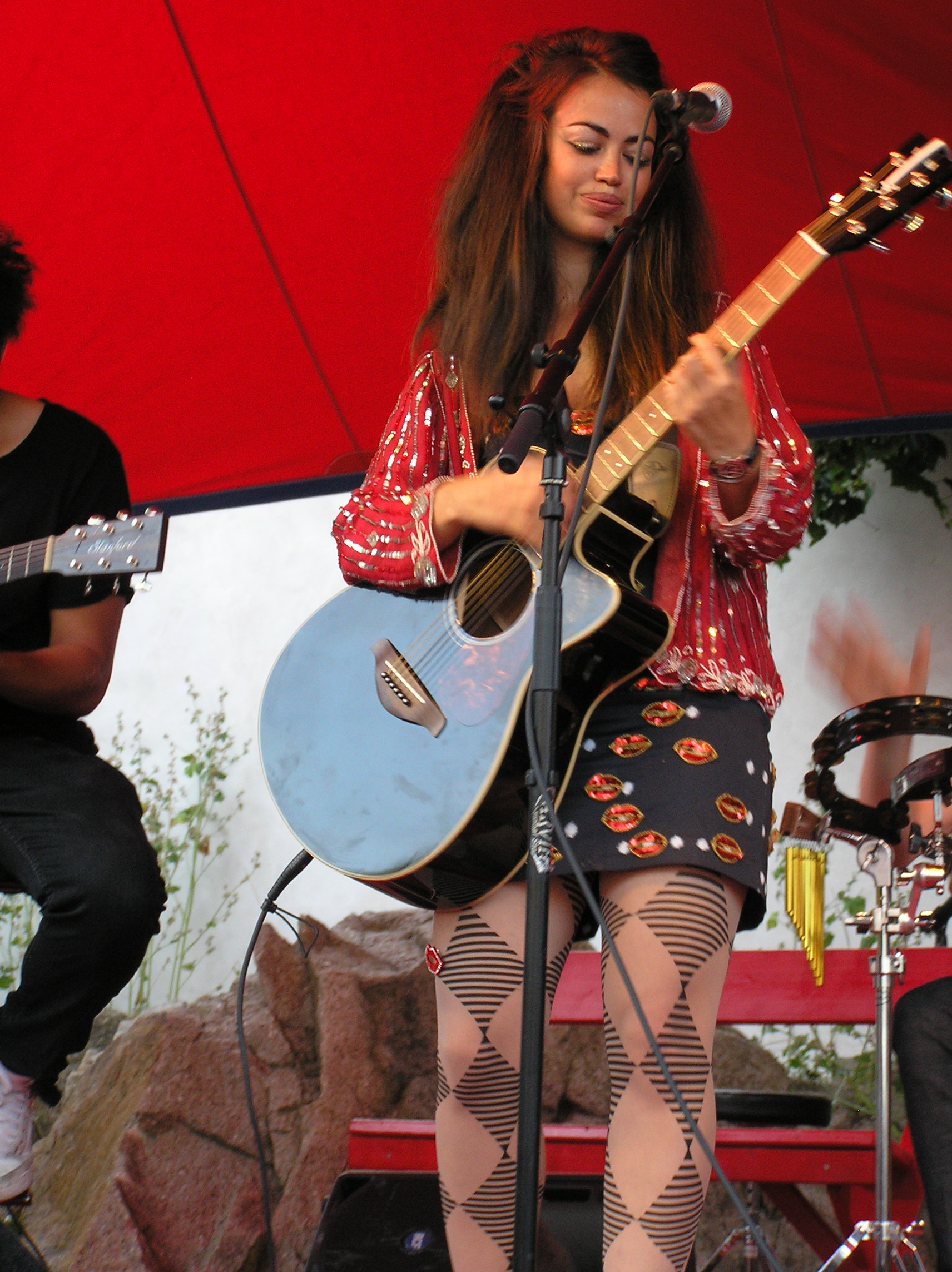
Aura Dione

Maria Louise Joensen (Dinamarca, 21 de enero de 1985), conocida popularmente como Aura Dione, es una cantautora danesa. Su madre es de ascendencia faroesa y francesa y su padre del norte de Jutlandia pero de raíces españolas. Hizo su debut en el verano de 2007 con el sencillo "Something From Nothing", y ganó en popularidad con el sencillo "Song for Sophie" de su álbum "Columbine", editado en 2008. El sencillo "I Will Love You Monday" no tuvo mucho impacto en Dinamarca pero alcanzó el número 1 de las listas alemanas donde se publicó una nueva edición del mismo titulada "I Will Love You Monday (365)".
Fueron su padres los que la introdujeron en la música. Escribió su primera canción cuando sólo tenía 8 años. Sus padres viajaban a menudo lo que le permitió conocer muchos lugares y culturas, hasta que se estableciera en la isla danesa de Bornholm a los 7 años de edad. Allí fue a la escuela y estudió Bachillerato, pero no lo terminó, ya que se mudó a Australia en búsqueda de inspiración musical entre los aborígenes australianos, de lo que resultó la canción "Something From Nothing".

## Discografía

### Álbumes
| Año  | Título    | Posición en el chart | Posición en el chart | Posición en el chart | Posición en el chart |
| Año  | Título    | DEN                  | GER                  | AUT                  | SWI                  |
| ---- | --------- | -------------------- | -------------------- | -------------------- | -------------------- |
| 2009 | Columbine | 3                    | 44                   | 31                   | 55                   |

### Sencillos
| Año  | Sencillo                       | Posición en el chart | Posición en el chart | Posición en el chart | Posición en el chart | Álbum                |
| Año  | Sencillo                       | DEN                  | GER                  | AUT                  | SWI                  | Álbum                |
| ---- | ------------------------------ | -------------------- | -------------------- | -------------------- | -------------------- | -------------------- |
| 2008 | "Something From Nothing"       | 7                    | —                    | —                    | —                    | Columbine            |
| 2008 | "Song For Sophie"              | 16                   | —                    | —                    | —                    | Columbine            |
| 2008 | "I Will Love You Monday"       | 20                   | —                    | —                    | —                    | Columbine            |
| 2009 | "I Will Love You Monday (365)" | —                    | 1                    | 2                    | 2                    | Columbine            |
| 2010 | "Something From Nothing"       | —                    | —                    | —                    | —                    | Columbine            |
| 2011 | "Breathe"                      | 2                    | 6                    | 19                   | 52                   |                      |
| 2011 | "Geronimo"                     | 1                    | 1                    | 1                    | 12                   | Before the Dinosaurs |
| 2012 | "Friends"                      | 1                    | 1                    | 1                    | 3                    |                      |